# Cape Domett
Cape Domett är en udde i Australien. Den ligger i delstaten Western Australia, omkring 2 300 kilometer nordost om delstatshuvudstaden Perth.
Trakten runt Cape Domett är nära nog obefolkad, med mindre än två invånare per kvadratkilometer.. Det finns inga samhällen i närheten.
Savannklimat råder i trakten. Genomsnittlig årsnederbörd är 1 184 millimeter. Den regnigaste månaden är januari, med i genomsnitt 300 mm nederbörd, och den torraste är juli, med 2 mm nederbörd.